# Galeazzo da Roma
Galeazzo da Roma (... – XVI secolo) è stato un criminale italiano che visse a Vicenza nella prima metà del Cinquecento, noto per alcuni atroci delitti compiuti nella città veneta.

## Strage dei Valmarana
Galeazzo fu un cittadino benestante con una grande passione per l'occultismo e le armi.
Nel XVI secolo molte delle famiglie vicentine erano in perenne conflitto tra di loro e non mancavano mai le occasioni per offendersi pubblicamente e per sfidarsi a duello in Piazza dei Signori o in Campo Marzo.
La sorella di Galeazzo, Isabetta, era innamoratissima di uno dei figli dei conti Valmarana, Alberto, il quale però non corrispondeva minimamente questo sentimento. Isabetta, pur di riuscire ad avvicinare Alberto (di circa 20 anni più giovane), gli offrì in sposa sua figlia. Quando Alberto rifiutò anche tale offerta, Galeazzo prese il fatto come un'offesa gravissima rivolta alla sua famiglia e iniziò a inviare lettere con minacce di morte a tutti i componenti della famiglia Valmarana.
Poco dopo iniziò a vendere gradualmente tutte le sue proprietà (compresa la propria abitazione, che vendette allo zio, il quale pretese un risarcimento quando la demolirono) e quando si trovò a non possedere quasi più niente, il 3 luglio 1548, assieme al fratello Leonardo, al pluriomicida Iseppo Almerico e ad altri briganti (nei documenti viene nominato un certo Cecone), fece irruzione in casa Valmarana uccidendo Alberto, due suoi fratelli e due servitori accorsi in aiuto.
Successivamente fece irruzione anche in casa del notaio Monza (amico dei Valmarana) uccidendolo.
Dopo la strage, il gruppo fuggì dalla città in preda al panico. Galeazzo da Roma si rifugiò a Como, dove fondò una famiglia che, con gli anni, divenne nobile. Leonardo da Roma - che le cronache dell'epoca tratteggiano come un personaggio molto violento, per il quale uccidere era quasi una sorta di insana passione - per i suoi crimini fu espulso per la seconda volta dalla Serenissima e si arruolò nell'esercito. Iseppo Almerico, invece, fu l'unico a pagare per i suoi delitti, venendo processato e impiccato a Firenze.

## Lapide comemmorativa
La strage è commemorata nella lapide posta verso la fine di Corso Palladio, sotto il portico dell'attuale libreria Traverso. Tale lapide ha la funzione di una "colonna infame", ovvero un monumento eretto in memoria (con disprezzo) di atti criminali commessi da varie persone. La lapide fu posta sul sito della casa di Galeazzo Da Roma, la quale venne appositamente rasa al suolo con l'intento di cancellare qualsiasi resto fisico della vita di Galeazzo nella città.
Il testo inciso nella lapide: